# Isola Pesčanyj
L'isola Pesčanyj  (russo: Остров Песчаный, ostrov Pesčanyj; in italiano "isola di sabbia") è una piccola isola russa situata nel mare di Laptev.
Amministrativamente appartiene all'Anabarskij ulus della repubblica autonoma russa di Sacha-Jacuzia.

## Geografia e clima
L'isola è situata 74 km ad est dell'isola di Bol'šoj Begičev e 62 km a nord della costa continentale. Pesčanyj è una striscia di terra sottile lunga 12 km con la forma ellittica di un atollo, nella parte sud-orientale l'elisse è spezzato e forma tre piccole isole; al centro c'è una laguna poco profonda.
La zona è caratterizzata da un rigido clima artico con frequenti temporali e basse temperature, anche durante la breve stagione estiva che dura solo due mesi. Ci sono molte polynyas che si formano nel mare intorno a Pesčanyj.
Sull'isola, sterile e disabitata, c'è una colonia di trichechi.